# Georges Pierret
Georges Henri Maurice Pierret (* 3. Februar 1930 in Le Mans, Département Sarthe; † 9. August 2010 in Rennes) war ein französischer Politiker.

## Leben
Nach einem Studium der Rechts- und Wirtschaftswissenschaften am Collège Sainte-Croix in Caen und Rennes wurde Pierret zunächst 1955 Generalsekretär des Ausschusses für wirtschaftlichen Entwicklung des Departements (Comité d'expansion économique de la Sarthe) und ein Jahr später eines Ausschusses für den Ausbau des Flusses Maine. 1962 wurde er Direktor für Industrieförderung an der Industrie- und Handelskammer im Département Morbihan.
Pierrets politisches Hauptanliegen war eine Stärkung der Regionen in Frankreich. 1967 folgte er auf Joseph Martray als Generalsekretär des Comité d'étude et de liaisons des intérêts bretons („Studien- und Verbindungsausschuss bretonischer Interessen“, CELIB), das als Interessenvertretung der politischen, ökonomischen und kulturellen Elite der Bretagne gemäßigte Autonomieforderungen vertrat und entscheidende Anstöße für die spätere Regionalisierung Frankreichs gab. Während seiner Amtszeit bis 1975 wurde Pierret u. a. von der EWG-Kommission als Berater für regionale Fragen herangezogen und war 1965/66 Mitglied des Conseil économique et social der Republik Frankreich. Im Mai 1968 gehörte er zu der Delegation, die unter Führung René Plevens mit der Regierung Pompidou massive staatliche Investitionen in die Zukunft der Bretagne aushandelte.
Auch auf europäischer Ebene engagierte sich Pierret für eine stärkere Stellung der Regionen. Er war entscheidend an der Gründung der Konferenz der peripheren Küstenregionen in Europa 1973 in Saint-Malo beteiligt und bekleidete bis 1994 das Amt des Generalsekretärs dieser Konferenz. Zusammen mit Edgar Faure betrieb er die Gründung der Versammlung der Regionen Europas und war von 1985 bis 1992 deren erster Generalsekretär.
Bei seinem Tod 2010 wurde Pierret übereinstimmend als „un grand militant de la cause régionale et des Régions en Europe“ bzw. als „a great defender of its [= der Bretagne] territory and [...] a brilliant advocate for the regional cause on our continent“ gewürdigt.

## Werke
- Mai breton. Euregio-Verlag 1978.
- Vivre l'Europe... autrement. Les régions entrent en scène. Verlag J. Picollec 1984.
- La face cachée de l'Union: régions d'Europe; une aventure vécue. Éd. Apogée 1997.

## Ehrungen
- Ritter der Ehrenlegion
- Offizier des Ordre national du Mérite
- Offizier des Ordens des Infanten Dom Henrique